# Laurel (Mississippi)
Laurel è una città (city) degli Stati Uniti d'America, capoluogo della contea di Jones, nello Stato del Mississippi.